# BLUE SEED
『碧奇魂ブルーシード』（ブルーシード）は、高田裕三による日本の漫画作品。竹書房『コミックガンマ』創刊号（1992年冬号）から1995年6月号まで連載された。これを原作として1994年放映のテレビアニメ『BLUE SEED』と、続編のOVA『BLUE SEED 2』が製作された。

## 制作背景
『碧奇魂ブルーシード』は、1992年1月の竹書房『コミックガンマ』創刊号（1992年冬号）から連載され、毎号表紙画に登場する看板作品だった。1994年のテレビアニメ制作開始と同時に、作者：高田裕三がテレビアニメ版に本格的にも関わる一方で、マンガ連載は1994年9月（10月号 No.14）より隔月にし、その翌月1994年10月（11月号 No.15）からは、その代替として他の作家による当作品の4コマアンソロジーが掲載されていた。その後、1994年11月（12月号 No.16）、1995年1月（2月号 No.18）、1995年3月（4月号 No.20）、1995年5月（6月号 No.22）の隔月連載で漫画は終了した。

## 書誌情報

### 単行本
- 高田裕三 『碧奇魂ブルーシード』 竹書房〈バンブー・コミックス〉、全2巻
  1. 1994年3月28日発売[4]、ISBN 4-88475-705-X
  2. 1995年12月16日発売[5]、ISBN 4-8124-5004-7

### 新装版
- 高田裕三 『碧奇魂ブルーシード』【新装版】 講談社〈イブニングKCコミックス〉、2010年10月22日発売[2]、ISBN 978-4-06-352337-9

## テレビアニメ
『碧奇魂ブルーシード』を原作としたテレビアニメが、1994年10月5日から1995年3月29日までテレビ東京系列で放送された。テレビアニメの題名は『ブルーシード』または『BLUE SEED』が使用された。
放送時間は水曜 18:00 - 18:30。なお、系列外では富山テレビ（1994年10月19日から1995年5月31日まで水曜 16:30 - 17:00 ）・山陰中央テレビ（いずれもフジテレビ系列）で放送された。
このテレビアニメ作品は、最初はOVA（オリジナルビデオアニメ）用に計画され制作されていたが、テレ東での放送の『無責任艦長タイラー』の好調により、「タイラーみたいにやってみようか」ということになり急遽テレビアニメ放送用に変更された。このため第1話は他の回と比べてクオリティーが高い。しかし本放送時にテレ東規制によりパンツが見えているシーンが不自然になっているところがある。VHS、LD、DVD化された際はTV未放映の修正前版が収録されている。
古代神話・現代社会・環境破壊・バイオ技術等を巧妙に織り交ぜたシリアスなストーリー展開の中に、ラブコメ・お色気・コメディの要素をスパイス的にちりばめられている。
「マニア向け作品をテレビで放送、制作費をビデオソフトの売り上げで回収する」というビジネスモデルの走りとなった作品とも言われている。

### ストーリー (TV)
ごく普通の中学生のはずであった藤宮紅葉は、奇稲田一族の末裔であり、自らが人柱になることによって「荒神」（あらがみ）と呼ばれる謎の怪物を封印する力を持っていた。紅葉を襲う荒神の出現と彼女を守る草薙護の存在。人柱という運命に迷いながらも紅葉は「国土管理室」のメンバーとなって荒神と闘う決意をする。

### 登場人物

#### 主要人物
藤宮紅葉（ふじみや もみじ）
声 - 林原めぐみ
島根県大社町出身、天秤座のO型。
【TV】小学5年より、おばばに祠で水ごりを義務づけられ、訳も分からないまま続けていた。学校の成績は中の下、得意なのは音楽で、それも最高4止まり。能天気だが、前向きで優しい性格。出雲で荒神と出会い、以降は国木田の家に住む。クシナダの力を有しており、荒神から恐れられていると同時に、その命を狙われている。草薙を庇ってヤマタノオロチの触手の一撃を受けたことによってその身に宿った勾玉の力で荒神の感知能力に目覚め、国土管理室の一員として活躍するようになる。
【OVA】杏楠学園高等部の3年生、松平の勤務先である国立国際医療センターでアルバイトをしながら助手を務める。上京以来厄介になっていた国木田の家を出て、明大前にある桜のマンションに居候。草薙との関係は少しギクシャクしている。
草薙護（くさなぎ まもる）
声 - 井上和彦
素性が一切謎な男。
【TV】生まれてまもなく、ヤマタノオロチに両親を殺されたうえ、体に7つの魂（みたま）を宿された。その日から奇稲田を守ること、ただそれだけが存在意義の天涯孤独な男となった。楓を守っていた時期もあったが、紅葉と出会って以降、苦悩しながら紅葉を守っている。セクシャルハラスメント言動が多く、毎回紅葉がパンチラをした際に登場するのがお決まりのパターンとなっており、紅葉自身が彼に好意を告白する手段を管理室の面々に相談したところ、「好きです」と書かれたパンツを穿くことを提案されてしまった。当初は楓への想いを忘れられず、双子の妹である紅葉に楓の面影を重ねていたが、やがて一人の女性として真剣に愛するようになる。
【OVA】スサノオの一件が片付いた後、フリーのカメラマンとなり、国木田の紹介で借りた阿佐ヶ谷のマンションに住む。
国木田楓（くにきだ かえで）
声 - 弥生みつき
島根県大社町出身、天秤座のO型。紅葉の双子の姉。クシナダの力を有し、対荒神の切り札として国木田の保護を受けていたが、地下鉄工事現場の事件で行方不明となり、のちにスサノオの伴侶として紅葉たちと敵対する。自身の使命を自覚しながら、その力ゆえに人間からも命を狙われ、自然を破壊する人間の存在意義そのものに疑念を感じていたが、荒神側についても本質の部分は変わっていない。
OVA版ではスサノオと共に眠りについているため、出番無し。
ムラクモ
声 - 中田譲治
出生地等一切不明。草薙同様にヤマタノオロチの勾玉を有しており、8つの勾玉を具えた完全体であり、その力は草薙を大きく凌駕する。荒神の首領として暗躍し、スサノオを復活させて人間を滅ぼし荒神の世界を造ろうとするが、味方についた楓の行動には疑問を感じている。
TVシリーズ終盤で倒されたので、OVA版では出番なし。

#### 国土管理室
国木田大哲（くにきだ だいてつ）
声 - 大塚明夫
東京都杉並区出身、乙女座のB型。国土管理室室長。実家は古くからの神職の家で、古代神話に造詣が深い。楓・紅葉の保護者となって実の娘のように可愛がり、対荒神の人柱にされようとする姉妹を守ろうとする。基本的に好人物で部下の人望も厚いが、寒い駄洒落を言う悪癖だけは敬遠されている。
【OVA】TVシリーズと全く変わっていないが、そばにいてくれる人（涼子）の存在は大きいらしい。その涼子との関係は良好である。
松平梓（まつだいら あずさ）
声 - 榊原良子
愛知県名古屋市出身、山羊座のA型。生物学者。荒神の生態に関する研究をしている。結婚歴があり、順（声-安達忍）という一人息子もいるが、研究熱心なあまり家庭を顧みなかったため離婚している。
【OVA】スサノオ事件後、立川にある国立国際医療センターに勤務、魂（みたま）の研究を続ける一方、別れた夫や息子とも頻繁に会うようになっている。
竹内涼子（たけうち りょうこ）
声 - 折笠愛
北海道札幌市出身、獅子座のAB型。元警視庁の刑事で、主に国木田の秘書的役割を担う。渋い男が好みで、国木田に想いを寄せている。
【OVA】スサノオの事件後、古巣である警視庁に復職（SP）、TVシリーズよりはお洒落に気を遣う。国木田との関係は良好。
八重樫良樹（やえがし よしき）
声 -上田祐司（現：うえだゆうじ）
宮城県仙台市出身、魚座のO型。国土管理室の情報収集担当。名家の出身で元経済産業省所属のエリートだったが、実戦向きでないため国土管理室では失敗が多く、異動を挫折と感じている。気は弱くムッツリスケベだが、繊細で気回し上手。
【TV】最初は紅葉に片想いをしていたが失恋、後半からは小梅と良い関係となる。
【OVA】スサノオの事件後、総理府に栄転（表向き）、正式な所属は国土管理室である。OVA第1巻～2巻の終盤近くまでは小梅と別れているが、2巻終盤にて復縁。2巻の戦闘中では、小梅と無意識のうちに抜群のコンビネーションを披露。
沢口小梅（さわぐち こうめ）
声 - 三石琴乃
東京都台東区出身、牡牛座のB型。元陸上自衛隊隊員で、主に対荒神戦の戦力を期待されて国土管理室へ配備されたが、やたらと銃を撃ちたがる過激な性格で、厄介払いされた感が強い。占いの信奉者で、何かと験担ぎをする。
【TV】後半からは八重樫と良い関係となる。
【OVA】スサノオの事件後、古巣である陸上自衛隊に復帰せずに、国木田に頼みこみ海上自衛隊に潜り込む。OVA第1巻～2巻の終盤近くまでは八重樫と別れているが、2巻終盤にて復縁。2巻の戦闘中では、八重樫と無意識のうちに抜群のコンビネーションを披露。
山咲桜（やまざき さくら）
声 - 玉川紗己子
長野県諏訪市出身、蟹座のAB型。母親が日本人であるハーフの陰陽師で、荒神退治のため来日する。金髪と赤い瞳が特徴のグラマラスな美人で、草薙を気に入って紅葉をライバル視する。
【OVA】スサノオの事件後、アイドルになるべく、オーディションに合格するも、三流の弱小プロダクションのため、地方での営業が多い。そのため紅葉と共に暮らそうという（生活費をもらう）。TVシリーズでは、精神集中のための巫女装束やメガネを使用していたが、腕を上げたため今は使っていない。

#### その他
杉下俊一（すぎした しゅんいち）
声 - 難波圭一
福岡県博多市出身、蠍座のB型。警視庁公安24課荒神問題対策処理本部の本部長。美男だがやや軽薄な性格で、元同僚の涼子にモーションをかけているが全く相手にされていない。
【OVA】スサノオの事件後、所属していた荒神対策処理本部は解散したが、上司をだまくらかして公安25課を新設。国土ビル崩壊事件後は、国土管理室室長代理の席に収まり、行動力を見せている。

### スタッフ (TV)
- 原作・ストーリーアドバイザー - 高田裕三
- 監督 - 神谷純
- 助監督 - 加戸誉夫
- シリーズ構成 - 荒川稔久
- 文芸 - あみやまさはる
- キャラクターデザイン - 黄瀬和哉、後藤隆幸
- デザインワークス - 杉田篤彦、村田護郎、中原れい
- 美術監督 - 木下和宏、海野よしみ
- カラーデザイン - 甲斐けいこ
- 撮影監督 - 橋本和典
- 音楽 - 川井憲次
- 音響監督 - 若林和弘
- プロデューサー - 岩田圭介、杉山豊（TV版） / 林直宏、沢登昌樹、下地志直（ビデオ版）
- エグゼクティブプロデューサー - 重松英俊、石川光久、高橋豊
- アニメーション制作 - Production I.G、葦プロダクション
- 製作 - テレビ東京、NAS（TV版） / KING RECORDS、イング、ムービック、テレビ東京（ビデオ版）

### 主題歌 (TV)
オープニングテーマ「CARNIVAL･BABEL 〜カルナバル･バベル〜」
作詞 - 松葉美保 / 作曲 - 飯塚昌明 / 編曲 - 西岡治彦 / 歌 - TAKADA BAND（立木文彦・三松亜美）
エンディングテーマ「Touch and Go!!」
作詞・作曲・編曲 - 松浦有希 / 歌 - 林原めぐみ

### 各話リスト (TV)
| 話数   | 放送日         | サブタイトル                            | 脚本                    | 絵コンテ     | 演出     | 作画監督          |
| ------ | -------------- | --------------------------------------- | ----------------------- | ------------ | -------- | ----------------- |
| 第1話  | 1994年 10月5日 | 奇稲田姫                                | あみやまさはる          | 神谷純       | 神谷純   | 黄瀬和哉          |
| 第2話  | 10月12日       | 謎です! 酷です! 私の運命!!              | あみやまさはる 荒川稔久 | 神谷純       | 神谷純   | 黄瀬和哉          |
| 第3話  | 10月19日       | 春です! 首都です! 頑張らなくちゃ!!      | 荒川稔久                | 加戸誉夫     | 加戸誉夫 | 羽原信義          |
| 第4話  | 10月26日       | どーして? サイアク! 私は大凶?!          | 荒川稔久                | 松浦錠平     | 久志秀彰 | 高見卓治          |
| 第5話  | 11月2日        | オドロキ! 松の木! 科学なママです!!      | 藤宮青葉                | 村山靖       | 村山靖   | 羽原信義          |
| 第6話  | 11月9日        | フクザツ! 難解! 男はつらいね?!          | 高橋義昌                | 千葉大輔     | 千葉大輔 | 黄瀬和哉          |
| 第7話  | 11月16日       | 燃えます! やります! 奇稲田だもん!!      | 荒川稔久                | 加戸誉夫     | 加戸誉夫 | 高見明男          |
| 第8話  | 11月23日       | 何なの! 変なの♥ ライバル登場?!          | 荒川稔久                | 村山靖       | 村山靖   | 後藤圭二          |
| 第9話  | 11月30日       | マジなの?! 夢なの?! ドキドキデート!!    | あみやまさはる          | 市野文隆     | 貞光紳也 | 戸部敦夫          |
| 第10話 | 12月7日        | 純です! 愛です! ファーストキッス?!      | 荒木憲一                | 開木菜織     | 久志秀彰 | 内山正幸          |
| 第11話 | 12月14日       | ヤキモキ! ヤキモチ?! アンビリーバボー!! | 高橋義昌                | 加戸誉夫     | 加戸誉夫 | 高見明男          |
| 第12話 | 12月21日       | 感じる?! 気になる! 破局の予感!!         | 月村了衛                | 貞光紳也     | 貞光紳也 | 戸部敦夫          |
| 第13話 | 12月28日       | 好きです! 究極! 告白タイム?!            | 高田裕三                | 村山靖       | 村山靖   | 後藤圭二          |
| 第14話 | 1995年 1月4日  | 追います! 大和路! 恋の乱れ撃ち!!        | 荒川稔久                | 加戸誉夫     | 加戸誉夫 | 高見明男 林委千夫 |
| 第15話 | 1月11日        | 戸惑い ゆらめき みちのく紀行            | 高橋義昌                | 奈梨戸菜亜子 | 竹村健治 | 石井明治          |
| 第16話 | 1月18日        | 日本[やまと]よ まほろば 嘆きの若狭      | 荒木憲一                | 貞光紳也     | 貞光紳也 | 戸部敦夫          |
| 第17話 | 1月25日        | 咲かせて! 日本! 片恋吹雪!!              | 荒川稔久                | 加戸誉夫     | 加戸誉夫 | 後藤圭二 林委千夫 |
| 第18話 | 2月1日         | ジーザス!! ガッデム!! 桜は未熟?!        | 高田裕三                | 久志秀彰     | 久志秀彰 | 高見明男          |
| 第19話 | 2月8日         | 陽炎 旅立ち 愛、離れない!               | 月村了衛                | 竹村健治     | 竹村健治 | 石井明治          |
| 第20話 | 2月15日        | ただいま! 出雲[ふるさと]! 希望の序章!!  | あみやまさはる 荒川稔久 | 貞光紳也     | 貞光紳也 | 戸部敦夫          |
| 第21話 | 2月22日        | さよなら? いやです! 涙のわかれ?!        | あみやまさはる          | 加戸誉夫     | 久志秀彰 | 高見明男          |
| 第22話 | 3月1日         | 悲しみ 運命 奇稲田紅葉                  | 荒川稔久                | 竹村健治     | 竹村健治 | 黄瀬和哉          |
| 第23話 | 3月8日         | 再会 出発[たびだち] 私負けないっ!       | 荒川稔久                | 貞光紳也     | 貞光紳也 | 戸部敦夫          |
| 第24話 | 3月15日        | 沈む陽 迫る日 それぞれの時              | 荒川稔久                | 加戸誉夫     | 加戸誉夫 | 高見明男          |
| 第25話 | 3月22日        | 賭けます! 決めます! 私の運命!!          | 荒川稔久                | 貞光紳也     | 貞光紳也 | 戸部敦夫          |
| 第26話 | 3月29日        | 新魂[あらたま]                          | 荒川稔久                | 神谷純       | 神谷純   | 石井明治          |

### 特別先行編ビデオ
- 『BLUE SEED 特別先行編 魅せます! やります?! スペシャルだもん!!』ビデオ

TV放映前の先行紹介ビデオ。ダイジェストシーンやアフレコ風景を収録。1994年8月 - 10月の各種イベントやテレビ東京等で上映・放送された。
- VHS版『BLUE SEED 特別編』キングレコード

上記の先行紹介ビデオ映像を市販用にしたもの。収録時間：30分、発売日：1994年12月21日
型番：KIVA-214、EAN 4988003919207、JAN 4988003919207
この内容はLD版では、TVダイジェスト再編集ビデオ『BLUE SEED Ver1.5 プレミアム』に収録された。（後述）

### 映像ソフト (TV)
テレビ放映版アニメのソフトが、翌年1995年にキングレコードから発売され、VHS版・LD版は全13巻。DVD版が1999年に全7巻で発売。Blu-ray BOXが2010年にOVAも含んだ内容で発売された。
- DVD版『BLUE SEED』キングレコード、発売日：1999年3月1日、全7巻

VHS版LD版と異なり、話数の違いに注意。
『BLUE SEED Vol.1』〈第1話〉奇稲田姫〈第2話〉謎です! 酷です! 私の運命!! 収録時間：60分
型番：KIBA-23、EAN 4988003930578、JAN 4988003930578
『BLUE SEED Vol.2』〈第3話〉〈第4話〉〈第5話〉〈第6話〉 収録時間：100分
型番：KIBA-24、EAN 4988003930608、JAN 4988003930608
『BLUE SEED Vol.3』〈第7話〉〈第8話〉〈第9話〉〈第10話〉 収録時間：100分
型番：KIBA-25、EAN 4988003930639、JAN 4988003930639
『BLUE SEED Vol.4』〈第11話〉〈第12話〉〈第13話〉〈第14話〉 収録時間：100分
型番：KIBA-26、EAN 4988003930660、JAN 4988003930660
『BLUE SEED Vol.5』〈第15話〉〈第16話〉〈第17話〉〈第18話〉 収録時間：100分
型番：KIBA-27、EAN 4988003930691、JAN 4988003930691
『BLUE SEED Vol.6』〈第19話〉〈第20話〉〈第21話〉〈第22話〉 収録時間：100分
型番：KIBA-28、EAN 4988003930721、JAN 4988003930721
『BLUE SEED Vol.7』〈第23話〉〈第24話〉〈第25話〉〈第26話〉 収録時間：100分
型番：KIBA-29、EAN 4988003930752、JAN 4988003930752
- DVD BOX『BLUE SEED』キングレコード、発売日：1999年3月1日、DVD 7枚、収録時間：660分

型番：KIBA-9023 、EAN 4988003930783、JAN 4988003930783
- Blu-ray BOX『BLUE SEED』キングレコード、発売日：2010年7月7日、Blu-ray 6枚+CD 2枚

内容一覧：TV版26話、特別先行編、Ver.1.5 紅葉編 草薙編、OVA版3話、特典ディスク、CD COLLECTION、36Pブックレット
型番：KIXA-90040、EAN 4988003801038、JAN 4988003801038
- TVダイジェスト再編集ビデオ『BLUE SEED Ver.1.5』
  - VHS版『BLUE SEED Ver.1.5.1 紅葉編 ダンシング・リトル・ラヴ』発売日：1996年6月21日、30分

型番：KIVA-265、EAN 4988003922856、JAN 4988003922856
  - VHS版『BLUE SEED Ver.1.5.2 草薙編』発売日：1996年6月21日、30分

型番：KIVA-266、EAN 4988003922863、JAN 4988003922863
  - LD 版『BLUE SEED Ver.1.5 プレミアム』キングレコード、発売日：1996年7月5日、100分

型番：KILA-171、EAN 4988003922870、JAN 4988003922870

LD 版の収録内容：「BLUE SEED Ver.1.5　1～紅葉編 ダンシング・リトル・ラヴ」「BLUE SEED Ver.1.5　2～草薙編」「体験版!OVA「BLUE SEED 2」「特別先行編 魅せます!やります?!スペシャルだもん!!」

## BLUE SEED2
『BLUE SEED2』（ブルーシード2）は、TV版後日談となる続編OVAシリーズ。1996年発売の第1巻・第2巻「サンフランシスコ編」と1998年発売の第3巻の「美人OL6人旅 秘湯大爆」編の2エピソード構成。全3巻。

### ストーリー (OVA)
荒神の戦いから2年後、スサノオの魂が眠りに就いているにもかかわらず新たな荒神が出現した。新国土管理室のメンバーはネオ荒神の本拠地サンフランシスコに向かい、アメリカ海軍と協力して戦う。

### 登場キャラクター
テレビアニメと共通の人物は除く。
バレンシア・タチバナ
声 - 岩男潤子
アメリカ合衆国カルフォルニア州サンフランシスコ市出身、蟹座のA型。

### スタッフ (OVA)
- 原作・キャラクター原案 - 高田裕三
- 監督 - 神谷純（第1巻、第2巻）、村山靖（第3巻）
- 助監督 - 加戸誉夫（第1巻、第2巻）
- 監修 - 神谷純（第3巻）
- キャラクターデザイン - 石井明治
- コンセプチャルデザイン - 中原れい
- 美術監督 - 竹田悠介（第1巻、第2巻）、吉原俊一郎（第3巻）
- カラーデザイン（第3巻はカラーコーディネーター） - 甲斐けいこ
- 撮影監督 - 鳥越一志（第1巻、第3巻）、杉山幸夫（第2巻）
- 編集 - 正木直幸
- 音響監督 - 若林和弘
- 音楽 - 川井憲次
- プロデューサー - 大月俊倫、沢登昌樹、下地志直
- エグゼプティブプロデューサー - 重松英俊、石川光久、高橋豊
- アニメーション制作 - Production I.G（第1巻、第2巻）、XEBEC（第3巻）
- 製作著作 - KING RECORDS、イング、MOVIC

### 主題歌 (OVA)
オープニングテーマ「Eternal Truth」
作詞 - 木本慶子 / 作曲 - 飯塚昌明 / 編曲 - 西岡治彦 / 歌 - TAKADA BAND（立木文彦・三松亜美）
エンディングテーマ「SECOND KISS」
作詞 - 松葉美保 / 作曲 - 飯塚昌明 / 編曲 - 西岡治彦 / 歌 - TAKADA BAND（立木文彦・三松亜美）
第3巻エンディングテーマ「二人の夜明け」
作詞 - 木本慶子 / 作曲・編曲 - 小松研多郎 / 歌 - 大塚明夫・折笠愛

### 各巻リスト (OVA)
| 巻数  | 発売日        | サブタイトル                            | 脚本     | 絵コンテ | 作画監督 |
| ----- | ------------- | --------------------------------------- | -------- | -------- | -------- |
| 第1巻 | 1996年7月24日 | 奇稲田封滅作戦 Operation MITAMA PHASE 1 | 荒川稔久 | 神谷純   | 石井明治 |
| 第2巻 | 1996年8月21日 | 奇稲田封滅作戦 Operation MITAMA PHASE 2 | 荒川稔久 | 加戸誉夫 | 石井明治 |
| 第3巻 | 1998年2月4日  | 美人OL6人旅 秘湯大爆破                  | 村山靖   | 村山靖   | 桂憲一郎 |

### 映像ソフト (OVA)
- OVAアニメ『BLUE SEED 2』キングレコード、全3巻

第1巻、発売日：1996年7月24日、〈第1話〉奇稲田封滅作戦 Operation MITAMA PHASE 1、収録時間：29分
VHS版、型番：KIVA-267、EAN 4988003923006、JAN 4988003923006
LD 版、型番：KILA-172、EAN 4988003923013、JAN 4988003923013
第2巻、発売日：1996年8月21日、〈第2話〉奇稲田封滅作戦 Operation MITAMA PHASE 2、収録時間：30分
VHS版、型番：KIVA-268、EAN 4988003923174、JAN 4988003923174
LD 版、型番：KILA-173、EAN 4988003923181、JAN 4988003923181
第3巻、発売日：1998年2月4日、〈第3話〉美人OL6人旅 秘湯大爆破、収録時間：30分
VHS版、型番：KIVA-358、EAN 4988003927578、JAN 4988003927578
LD 初回限定版、型番：KILA-9358、EAN 4988003927585、JAN 4988003927585
LD 通常版版、型番：KILA-358、EAN 4988003927592、JAN 4988003927592
- DVD版『BLUE SEED 2』キングレコード、DVD 1巻、〈第1話〉〈第2話〉〈第3話〉、収録時間：94分

通常SELE DVD版、発売日：1999年3月1日、型番：KIBA-41、EAN 4988003931919、JAN 4988003931919
レンタルDVD版、発売日：1999年7月1日、型番：KIBR-4452、EAN 4988003967642、JAN 4988003967642

## 映像特典
『BLUE SEED OMAKE THEATER』（ブルーシード オマケシアター）。LD収録の映像特典短編アニメ、DVDにも収録。
- 第1話「奇稲田を見守る男」
- 第2話「B.S お茶の間劇場」
- 第3話「X-FILE 〜国木田のばやい〜」
- 第4話「進め!動画少女」
- 第5話「雨の日に…」
- 第6話「ジャジャンとマージャン!」
- 第7話「FESTIVAL NIGHT」
- 第8話「国木田どっぽーん」
- 第9話「THE DAY OF SUGISHITA」
- 第10話「スサノオ・オー・ノー!」
- 第11話「BLUE SEED 奇稲田・荒神・式神　地球最大の決戦　予告篇」
- 第12話「ごいんきょGoGo!」
- 第13話「松平レポート　〜草薙護の生態について〜」
- SPECIAL「DANCING LITTLE LOVE」

スペシャル編はイベントで初上映されたものを、LDではVer1.5（特別編と特別先行編収録）に収録。DVDでは『BLUE SEED 2』の映像特典として収録された。

## 関連グッズ
ゲームソフト
- 『ブルーシード 奇稲田秘録伝』

1995年6月23日発売セガサターンソフト。カードバトルタイプのRPG。ゲームオリジナルキャラである楠木香澄（声：西原久美子）を中心としたストーリー。ゲーム中は、パンツを集めるイベントや戦闘アニメーションで紅葉のパンツを披露するなどパンツに関して並々ならぬ拘りがあり、そのため推奨年齢が18歳以上推奨の指定となっている。
同作は、のちに『ぐるぐる温泉』シリーズの総合ディレクターを務める大原徹にとってのデビュー作であり、大原はインタビューで好き放題やらせてもらったと振り返っている。
型番：GS-9014 、EAN 4974365090142、JAN 4974365090142
コンパクトカセット
- ANIMATE　CASSETTE　COLLECTION - ボイスドラマ、発売：ムービック
  - 第1巻『ブルーシード 1 国土のワンダバ1週間』発売日：1995年6月、ISBN 978-4-89601160-9
  - 第2巻『ブルーシード 2 夢の社員旅行』1995年11月、ISBN 978-4-89601178-4
  - 第3巻『ブルーシード 3 オリジナル・ラブ』1995年11月、ISBN 978-4-89601238-5

CDボイスドラマ付 、レーベル：スターチャイルド（キングレコード）
- 『BLUE SEED 国土管理室宴会記念号（すーぱーばらえてぃあるばむ）』

発売日：1994年9月2日、型番：KICA-214、EAN 4988003161194、JAN 4988003161194
- 「BLUE SEED 妖精より愛をこめてシリーズ」（8cmCDシングル）
  - 『BLUE SEED妖精より愛をこめて ACT.1』藤宮紅葉：林原めぐみ編

発売日：1995年4月25日、型番：KIDA-101、EAN 4988003171551、JAN 4988003171551
  - 『BLUE SEED妖精より愛をこめて ACT.2』沢口小梅：三石琴乃編

発売日：1995年4月29日、型番：KIDA-102、EAN 4988003171568、JAN 4988003171568
  - 『BLUE SEED妖精より愛をこめて ACT.3』竹内涼子：折笠愛編

発売日：1995年4月29日、型番：KIDA-103、EAN 4988003171575、JAN 4988003171575
  - 『BLUE SEED妖精より愛をこめて ACT.4』山咲桜：玉川紗己子編

発売日：1995年4月29日、型番：KIDA-104、EAN 4988003171582、JAN 4988003171582
  - 『BLUE SEED妖精より愛をこめて ACT.5』草薙護：井上和彦編

発売日：1995年4月29日、型番：KIDA-105、EAN 4988003171599、JAN 4988003171599

CD 、レーベル：スターチャイルド（キングレコード）
- 『CARNIVAL・BABEL 〜カルナバル・バベル〜』- テレビアニメ OPテーマ曲 8cmCDシングル
- 『Touch and Go!!』- テレビアニメ EDテーマ曲 8cmCDシングル
- 『BLUE SEED 音楽編』 - テレビアニメのサントラ版、
  - 音楽編 Vol.1、発売日：1994年12月16日、型番：KICA-226、EAN 4988003165994、JAN 4988003165994
  - 音楽編 Vol.2、発売日：1995年3月3日、型番：KICA-230、EAN 4988003169503、JAN 4988003169503
  - 音楽編 Vol.3、発売日：1995年6月7日、型番：KICA-243、EAN 4988003172589、JAN 4988003172589
- 『BLUE SEED 謡』- TVシリーズ中に発売された、キャラクターソング含む。

発売日：1996年9月21日、型番：KICA-320、EAN 4988003192358、JAN 4988003192358
- 『BLUE SEED TOO』- OVAのサントラで、ラジオ番組『林原めぐみのTokyo Boogie Night』内で放送された、ラジオドラマ入りCD。

発売日：1996年11月21日、型番：KICA-326、EAN 4988003194253、JAN 4988003194253
- 『スタまにシリーズ BLUE SEED』- テレビアニメとOVAの主題歌から、キャラクターソングを含むCD。

発売日：2005年11月2日、型番：KICA-723、EAN 4988003316549、JAN 4988003316549
また2003年には本作ヒロインを演じる林原めぐみとたかはしごうが歌う、TV版主題歌のカバーシングル「CARNIVAL・BABEL・REVIVAL」が発売された。